# كمكوات
الكمكوات أو البرتقال الذهبي أو المَحظُوَّة أو الكُمكات هي مجموعة من الأشجار الصغيرة المثمرة كاسية البذور في الفصيلة السذابية.
تشبه الفاكهة المأكولة إلى البرتقال شبهًا كبيرًا، في اللون والملمس والتشريح، ولكنها أصغر، حيث يبلغ حجمها تقريبًا حجم زيتونة كبيرة. الكمكوات حمضيات شديدة البرودة.

## الوصف
نباتات الكمكوات لها فروع شائكة وأوراق لامعة للغاية. إنها تحمل أزهارًا بيضاء جميلة تظهر في مجموعات أو فردية داخل محاور الأوراق. يمكن أن يصل ارتفاع النباتات من 2.5 إلى 4.5 متر (8 إلى 15 قدمًا)، ولها فروع كثيفة، وتحمل أحيانًا أشواكًا صغيرة. أنها تحمل ثمار برتقالية صفراء ذات شكل بيضاوي أو مستدير. يمكن أن يصل قطر الثمار إلى 2.5-5 سم (1-2 بوصة) ولها قشرة حلوة ولبية ولب داخلي حمضي قليلاً. غالبًا ما يؤكل البشر الثمار كاملةً، ولها طعم حلو ولاذع وحامض إلى حدٍ ما.[4] أشجار الكمكوات ذاتية التلقيح.
| الصورة | الاسم العلمي       | الاسم الشائع                                   | التوزع          |
| ------ | ------------------ | ---------------------------------------------- | --------------- |
|        | Citrus hindsii     | هونغ كونغ kumquat                              | China           |
|        | Citrus crassifolia | Meiwa kumquat                                  | China, Japan    |
|        | كيمكوات            | oval kumquat, Nagami kumquat                   | Japan           |
|        | برتقال ياباني      | round kumquat, Marumi kumquat, Morgani kumquat | China, Japan    |
|        | Citrus obovata     | Jiangsu kumquat, Fukushu kumquat               | China, Japan    |
|        | Citrus swinglei    | Malayan kumquat                                | شبه جزيرة ملايو |